# Kingsley Ehizibue
Kingsley Ehizibue (Múnich, Alemania, 25 de mayo de 1995) es un futbolista alemán. Juega como defensa en el Udinese Calcio de la Serie A.

## Trayectoria
Nacido en Alemania e hijo de padres nigerianos, se mudó a Zwolle, Países Bajos, a la edad de 2 años.

### PEC Zwolle
Tras pasar por la academia juvenil del CSV'28, Ehizibue dio el salto al PEC Zwolle firmando un contrato por 3 años, entre julio de 2014 y septiembre de 2017. Debutó con el primer equipo el 29 de octubre de 2014 ante el  HHC Hardenberg por la Copa de los Países Bajos. (Victoria 6-1)
El 13 de diciembre de ese año también debutó profesionalmente en la Eredivisie 2014-15 en un partido ante el Willem II (Victoria 1-0). Continuó jugando durante esa temporada y las siguientes, afianzando su lugar en el equipo. 
El técnico que le dio la oportunidad de debutar en ambas ocasiones fue Ron Jans.
El 2 de septiembre de 2017 renovó su contrato con el Zwolle por 3 años, con duración hasta el 30 de junio de 2020.
Ya en la Eredivisie 2017-18 se consolidó como pieza importante del PEC Zwolle, equipo revelación de la liga neerlandesa, convirtiéndose en uno de los mejores laterales derechos de la temporada. Conformó una de las mejores defensas de la liga junto con Philippe Sandler, Dirk Marcellis y Nicolás Freire.

## Selección nacional
En el año 2016 fue convocado por Fred Grim para formar parte del equipo sub-21 de los Países Bajos. En el primer partido de la convocatoria ante Noruega estuvo en la banca pero no ingresó mientras que en el segundo encuentro, ante Serbia, fue titular y jugó los 90 minutos.[cita requerida]

## Estadísticas
Actualizado al 25 de mayo de 2025.
| PEC Zwolle · Países Bajos | 1.ª           | 2014-15       | 3   | 0  | 1  | 0 | ― | ― | 4   | 0  |
| PEC Zwolle · Países Bajos | 1.ª           | 2015-16       | 28  | 4  | 0  | 0 | ― | ― | 28  | 4  |
| PEC Zwolle · Países Bajos | 1.ª           | 2016-17       | 29  | 2  | 2  | 1 | ― | ― | 31  | 3  |
| PEC Zwolle · Países Bajos | 1.ª           | 2017-18       | 33  | 1  | 4  | 0 | ― | ― | 37  | 1  |
| PEC Zwolle · Países Bajos | 1.ª           | 2018-19       | 32  | 1  | 3  | 0 | ― | ― | 35  | 1  |
| PEC Zwolle · Países Bajos | Total club    | Total club    | 125 | 8  | 10 | 1 | 0 | 0 | 135 | 9  |
| 1. F. C. Colonia · Alemania | 1.ª           | 2019-20       | 31  | 1  | 1  | 0 | ― | ― | 32  | 1  |
| 1. F. C. Colonia · Alemania | 1.ª           | 2020-21       | 22  | 0  | 1  | 0 | ― | ― | 23  | 0  |
| 1. F. C. Colonia · Alemania | 1.ª           | 2021-22       | 16  | 0  | 2  | 0 | ― | ― | 18  | 0  |
| 1. F. C. Colonia · Alemania | 1.ª           | 2022-23       | 1   | 0  | 1  | 0 | 1 | 0 | 3   | 0  |
| 1. F. C. Colonia · Alemania | Total club    | Total club    | 70  | 1  | 5  | 0 | 1 | 0 | 76  | 1  |
| Udinese Calcio · Italia | 1.ª           | 2022-23       | 27  | 2  | 1  | 0 | ― | ― | 28  | 2  |
| Udinese Calcio · Italia | 1.ª           | 2023-24       | 23  | 0  | 0  | 0 | ― | ― | 23  | 0  |
| Udinese Calcio · Italia | 1.ª           | 2024-25       | 33  | 0  | 1  | 0 | ― | ― | 34  | 0  |
| Udinese Calcio · Italia | Total club    | Total club    | 83  | 2  | 2  | 0 | 0 | 0 | 85  | 2  |
| Total carrera | Total carrera | Total carrera | 278 | 11 | 17 | 1 | 1 | 0 | 296 | 12 |
| (1) Incluye los datos de la KNVB Beker (2014-19), Copa de Alemania (2019-22) y Copa Italia (2022-23). (2) Incluye los datos de la Liga Europa Conferencia de la UEFA (2022-23). |               |               |     |    |    |   |   |   |     |    |